# Ralph M. Wiltgen
Ralph Michael Wiltgen (Evanston, Illinois, 17 de diciembre de 1921 - 6 de diciembre de 2007) fue un sacerdote, misionero y periodista católico estadounidense, autor de El Rin desemboca en el Tíber, sobre el desarrollo del Concilio Vaticano II.

## Biografía
Nacido en 1921, se convirtió en Misionero del Verbo Divino en 1938 y recibió las Sagradas Órdenes en 1950. Fue autor de varios libros sobre la Iglesia Católica, entre ellos The Religion Life Defined, Founding of the Roman Catholic Church in Oceania, 1825– 50 y Gold Coast Mission History. 
Estuvo presente en Roma durante las sesiones del Vaticano II. Dado el pobre desempeño de la Oficina de Prensa del Vaticano, Wiltgen abrió su propia oficina llamada "Divine Word News Service" que tenía 3100 suscriptores en 108 países. Murió en 2007.

## El Rin desemboca en el Tíber
Es autor de una obra de referencia sobre la historia del Concilio Vaticano II. Sostiene la teoría de que el concilio fue una disputa teológica que enfrentó a las iglesias de los países por donde fluye el Rin (Austria, Alemania, Francia, Suiza, Países Bajos y Bélgica, que eran más liberales), con otras iglesias (hispanohablantes, lusoparlantes, angloparlantes e italianos, que eran más tradicionalistas).
Tomó el nombre del libro de una frase del escritor romano del siglo II, Juvenal, "Parece como si el Orontes desembocara en el Tíber", quejándose de demasiada influencia cultural de Siria en Roma. El libro recibió el nihil obstat y el imprimátur en 1966 por parte del posterior cardenal Terence Cooke, aunque muchos miembros de la Iglesia aparecieron bajo una luz sombría.
Se han publicado varias ediciones del libro, la más reciente por TAN Books en 2014 bajo el título The Inside Story of Vatican II.